# Ngasem (Colomadu)
Ngasem is een bestuurslaag in het regentschap Karanganyar van de provincie Midden-Java, Indonesië. Ngasem telt 5389 inwoners (volkstelling 2010).